# Штадион, Франц фон
Граф Франц-Сераф фон Штадион-Вартгаузен, устар. «Стадион»; (нем. Franz Seraph Stadion, Graf von Warthausen und Thannhausen; 27 июля 1806, Вена — 8 июня 1853, Вена) — государственный деятель Австрийской империи из рода Штадионов.

## Биография
Родился в семье министра иностранных дел, а затем министра финансов Австрийской империи, Иоганна Филиппа фон Штадиона. С 1841 года был наместником Австрийского Приморья и жил в Триесте.
С 1846 по 1848 годы занимал пост губернатора Галиции, где 22 апреля 1848 года объявил об отмене крепостного права. По утверждению современных публицистов, фон Вартгаузен требовал от русинов, чтобы они отказались от национального единства с остальной Русью и начали развивать свою культуру как самостоятельную, обуславливая этим получение галицкой элитой помощи Габсбургов. Польский политик Роман Дмовский отмечал роль Штадиона в формировании украинского национального движения и цитировал бытовавшее среди поляков мнение, что «граф Стадион изобрел русинов».
После революции 1848 года Штадион в ноябре 1848 назначен министром внутренних дел в правительстве князя Шварценберга. Был одним из соавторов конституции 1849 года и либерального закона о местном самоуправлении.
Из-за паралича 28 июля 1849 года уступил пост министра Александру фон Баху и остался министром без портфеля в правительстве.